# Boisrault
Boisrault est une ancienne commune française située dans le département de la Somme et la région Hauts-de-France. Elle est associée à la commune d'Hornoy-le-Bourg depuis 1972.

## Histoire
Le 1er juillet 1972, la commune de Boisrault est rattachée sous le régime de la fusion-association à celle d'Hornoy qui devient Hornoy-le-Bourg.

## Politique et administration
| Période                                  | Période  | Identité             | Étiquette | Qualité |
| ---------------------------------------- | -------- | -------------------- | --------- | ------- |
|                                          | En cours | Bernadette Boulongne |           |         |
| Les données manquantes sont à compléter. |          |                      |           |         |

## Démographie
| 1911 | 1921 | 1926 | 1931 | 1936 | 1946 | 1954 | 1962 | 1968 |
| ---- | ---- | ---- | ---- | ---- | ---- | ---- | ---- | ---- |
| 107  | 96   | 88   | 76   | 77   | 95   | 89   | 76   | 73   |

## Lieux et monuments
- Église en pierre avec reprises en brique et en parpaings, au chœur plus élevé, comportant trois baies en tiers point. Le portail est surmonté par un clocher-mur, dit aussi campenard, et comporte deux blasons sculptés, difficilement lisibles.
- Manoir du début du XVIIe siècle, construit en brique avec de rares insertions de pierre. Les façades comportant trois travées et deux niveaux, s'appuient sur deux pignons. Porte centrale surmontée d'un fronton triangulaire.
- Monument disparu : ancien presbytère de Boisrault, du milieu du XVIIIe siècle, démoli vers 1925. Cet édifice se composait d'un haut rez de chaussée long de cinq travées, tout en pierre, couvert en ardoise..